# Valérie Benguigui

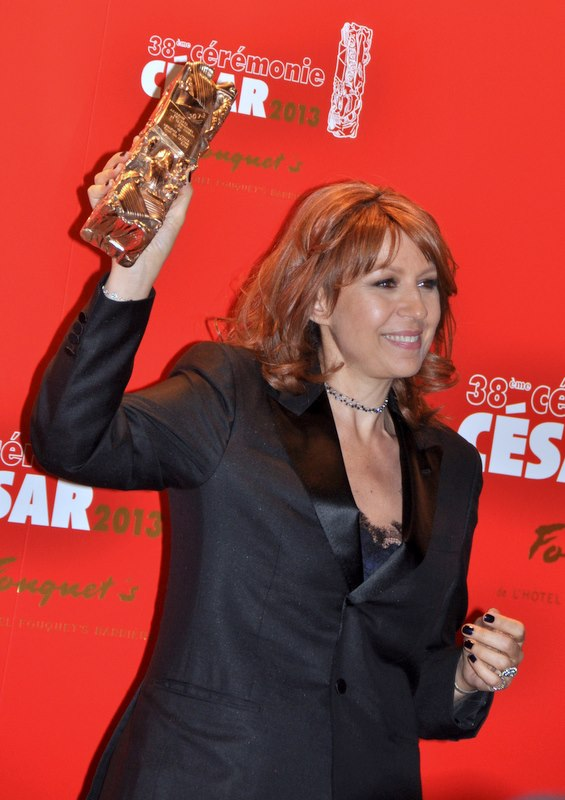
Valérie Benguigui bei der 38. César-Verleihung (Februar 2013)

Valérie Benguigui (* 6. November 1965 in Paris; † 2. September 2013 ebenda) war eine französische Schauspielerin.

## Leben
Nach dem Schauspielstudium am Cours Florent hatte sie im Alter von 24 Jahren ihr erstes Theaterengagement am Théâtre national de Chaillot. Jahrelang spielte sie Theater, bevor ihre Filmkarriere Ende der 1990er Jahre begann. Dabei hatte sie bereits 1986 eine kleine Rolle in Francis Husters On a volé Charlie Spencer! Seitdem kamen Auftritte in Filmen wie Drogenszenen und Fasten auf Italienisch dazu. Für die Darstellung der Élisabeth in Alexandre de La Patellières und Matthieu Delaportes Komödie Der Vorname wurde Valérie Benguigui bei der Verleihung des französischen Filmpreises César 2013 als Beste Nebendarstellerin ausgezeichnet.
Benguigui war mit dem Schauspieler und Restaurantmanager Eric Wapler verheiratet, den sie während des Studiums am Cours Florent kennengelernt hatte. Das Ehepaar hatte zwei Kinder.
Benguigui starb im Alter von 47 Jahren an den Folgen einer Krebserkrankung. Sie wurde auf dem Friedhof Montparnasse beigesetzt.

## Filmografie (Auswahl)
- 1986: On a volé Charlie Spencer!
- 1997: Lügen haben kurze Röcke (La vérité si je mens)
- 1997: I Got a Woman
- 1999: Drei Väter zuviel (Mon père, ma mère, mes frères et mes soeurs)
- 2000: Drogenszenen (Scénarios sur la drogue)
- 2001: Grégoire Moulin gegen den Rest der Welt (Grégoire Moulin contre l’humanité)
- 2005: Zwei ungleiche Freunde (Je préfère qu’on reste amis)
- 2011: Die Tuschs (Les Tuche)
- 2011: Fasten auf Italienisch (L’Italien)
- 2012: Der Vorname (Le Prénom)